# セジウィック郡 (カンザス州)
座標: 北緯37度43分 西経97度27分 / 北緯37.717度 西経97.450度
セジウィック郡（英: Sedgwick County）は、アメリカ合衆国カンザス州の南部に位置する郡である。人口は52万3824人（2020年）。カンザス州では人口第2位の郡である。郡庁所在地は州内最大の都市ウィチタである。セジウィック郡は、ハーベイ郡、バトラー郡、サムナー郡と共にウィチタ都市圏を構成している。

## 歴史

### 19世紀
セジウィック郡は1867年に設立された。郡名は、南北戦争で北軍の少将を務めたジョン・セジウィックに因んで名付けられた。
1887年、シカゴ・カンザス・ネブラスカ鉄道はヘリントンからコールドウェルに至る南北方向の支線を建設した。この支線はヘリントンから、ロストスプリングス、リンカーンビル、アンテロープ、マリオン、オールン、ピーボディ、エルビング、ホワイトウォーター、ファーリー、ケチ、ウィチタ、ペック、コービン、ウェリントンとコールドウェルを結んだ。1893年までにこの支線はテキサス州フォートワースまで順に延伸された。この線は「OKT」と呼ばれた。シカゴ・カンザス・ネブラスカ鉄道は1891年に倒産し、シカゴ・ロック・アイランド・アンド・パシフィック鉄道に買収された。さらにこの会社は1世紀後の1980年に閉鎖され、オクラホマ・カンザス・テキサス鉄道に再編され、1988年にはミズーリ・パシフィック鉄道と合併し、1997年にはユニオン・パシフィック鉄道と合併した。地元の人はこの線を「ロックアイランド」と呼んでいる。

## 法と政府
セジウィック郡はアルコールを禁じる、すなわち「ドライ」の郡だったが、1986年にカンザス州憲法が修正され、住民は投票で個人が嗜むアルコール飲料の販売を承認した。ただし、食料販売量の30％までという制限が付いた。この制限は1988年に撤廃された。

## 地理
アメリカ合衆国国勢調査局に拠れば、郡域全面積は1,009.41平方マイル (2,614.4 km2)であり、このうち陸地は999.38平方マイル (2,588.4 km2)、水域は10.03平方マイル (26.0 km2)で水域率は0.99％である。

### 隣接する郡
- ハーベイ郡 - 北
- バトラー郡 - 東
- カウリー郡 - 南東
- サムナー郡 - 南
- キングマン郡 - 西
- リノ郡 - 北西

## 人口動態

2000人口ピラミッド

以下は2000年国勢調査による人口統計データである。
| 基礎データ - 人口: 452,869人 - 世帯数: 176,444 世帯 - 家族数: 117,688 家族 - 人口密度: 175人/km2（453人/mi2） - 住居数: 191,133軒 - 住居密度: 74軒/km2（191軒/mi2） 人種別人口構成 - 白人: 79.38% - アフリカン・アメリカン: 9.13% - ネイティブ・アメリカン: 1.11% - アジア人: 3.34% - 太平洋諸島系: 0.06% - その他の人種: 4.17% - 混血: 2.81% - ヒスパニック・ラテン系: 8.04% 年齢別人口構成 - 18歳未満: 28.2% - 18-24歳: 9.5% - 25-44歳: 30.3% - 45-64歳: 20.6% - 65歳以上: 11.4% - 年齢の中央値: 34歳 - 性比（女性100人あたり男性の人口） - 総人口: 97.8 - 18歳以上: 95.2 | 世帯と家族（対世帯数） - 18歳未満の子供がいる: 34.4% - 結婚・同居している夫婦: 51.7% - 未婚・離婚・死別女性が世帯主: 10.9% - 非家族世帯: 33.3% - 単身世帯: 28.2% - 65歳以上の老人1人暮らし: 8.7% - 平均構成人数 - 世帯: 2.53人 - 家族: 3.14人 収入と家計 - 収入の中央値 - 世帯: 42,485米ドル - 家族: 51,645米ドル - 性別 - 男性: 37,770米ドル - 女性: 26,153米ドル - 人口1人あたり収入: 20,907米ドル - 貧困線以下 - 対人口: 9.5% - 対家族数: 7.0% - 18歳未満: 11.9% - 65歳以上: 7.0% |

## 都市と町
| 都市名の後の数字は2010年国勢調査での人口を示す。 - ウィチタ, 382,368 - 郡庁所在地 - ダービー, 22,158 - ヘイズビル, 10,826 - パークシティ, 7,297 - ベルエア, 6,769 - マルベイン, 6,111 - バレーセンター, 6,822 - ゴッダード, 4,344 - クリアウォーター, 2,481 - メイズ, 3,420 - チェイニー, 2,094 - セジウィック, 1,695 - コルウィッチ, 1,327 - ケチ, 1,909 - マウントホープ, 813 - ガーデンプレーン, 849 - イーストボロ, 773 - アンデール, 928 - ベントレー, 530 - ビオラ, 130 | - アンネス - ベインビル - バーウェット - クロンメル - ファーリー - グリーニッジ - グリーニッジハイツ - マレージル - オークローン・サンビュー（国勢調査指定地域） - ペック - プロスペクト - セントマーク - セントメアリーアレッポ - セントポール - シャルト - サニーデール - トレイルズビュー（元スパスティックビル） - ウェーコ - ウィゴ |

## 郡区
セジウィック郡は27の郡区に分けられている。ベルエア市とウィチタ市は「政治的に独立」と見なされ、下記郡区の数字からは外されている。下表で「人口中心」は最大都市であり、特に大きな数字でなければ、郡区の人口に含まれるものである。

## 教育

### 統一教育学区
- ウィチタ USD 259 (Web site)
- ダービー USD 260 (Web site)
- ヘイズビル USD 261 (Web site)
- バレーセンター USD 262 (Web site)
- マルベイン USD 263 (Web site)
- クリアウォーター USD 264 (Web site)
- ゴッダード USD 265 (Web site)
- メイズ USD 266 (Web site)
- レンウィック USD 267 (Web site)
- チェイニー USD 268 (Web site)

## 交通

### 空港
セジウィック郡には以下の公共用途空港がある。
- ウィチタ国際空港 (ICT)
- ビーチファクトリー空港 (BEC)
- セスナ・エアクラフト飛行場 (CEA)
- カーネル・ジェイムズ・ジャバラ空港 (AAO)
- リバーサイド空港 (K32)
- クック飛行場 (K50)
- メイズ空港 (70K)
- ウェストポート空港 (71K)
- ウェストポート補助空港 (72K)

## 見どころ
- セジウィック郡拡張樹木園
- セジウィック郡動物園
- セジウィック郡祭
- ウィチタ・セジウィック郡歴史博物館